# 發電

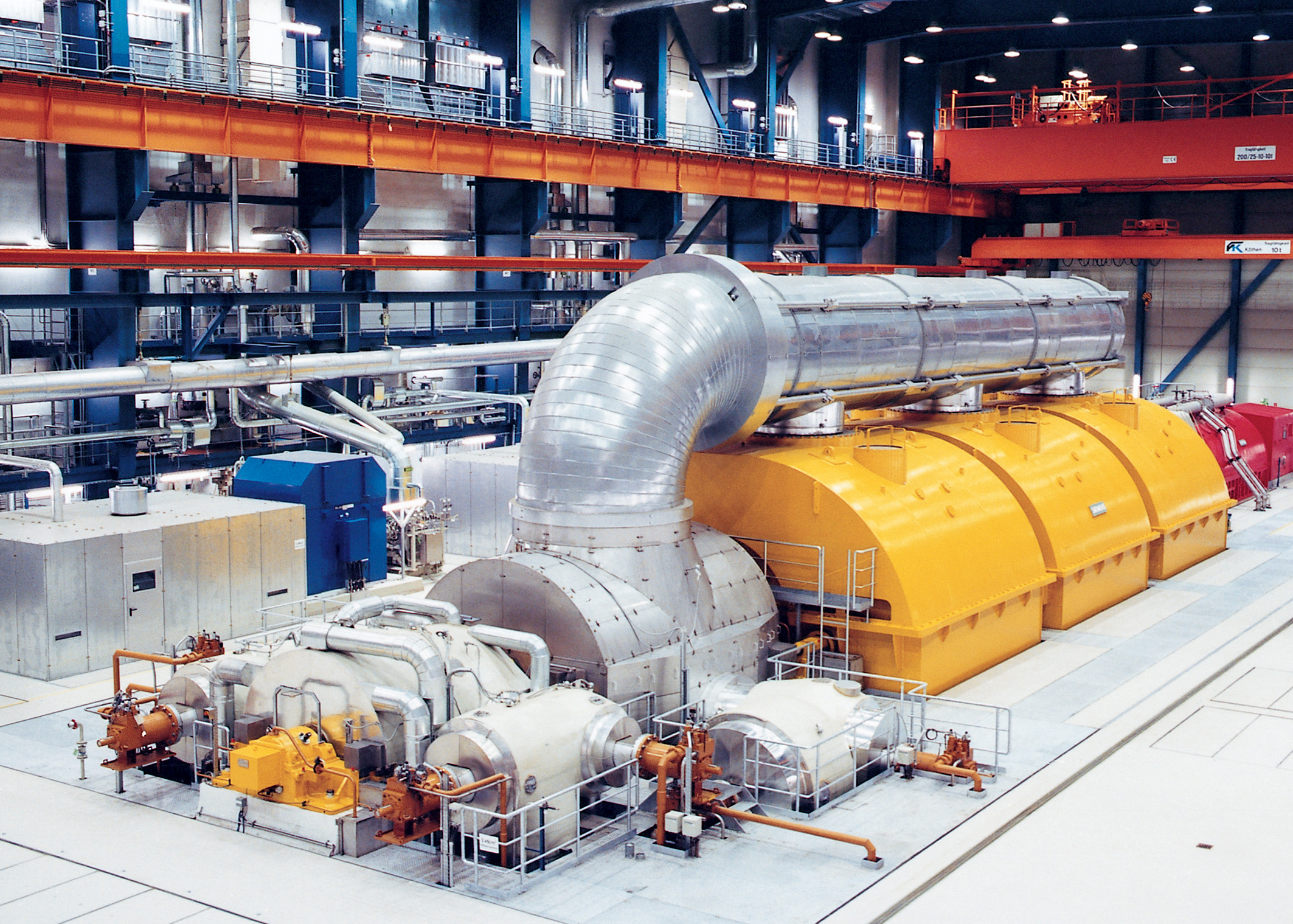
渦輪發電機

发电（Electricity generation）是指将一次能源转化为电力的过程。在电力工业中，这是电力输送至终端用户或通过抽水蓄能等技术进行储能前的关键环节。
自然界不存在可直接使用的电能，因此必须通过能源转化"生产"电力。该过程主要在发电厂中完成，最常见的发电方式是通过热机驱动的机电发电机，其能量来源包括燃烧或核裂变。其他方式还包括利用水流、风力的动能，以及太阳能光伏和地热发电。另有一些前沿技术尝试从聚变反应产生的强磁场中直接提取能量（例如磁流体动力学原理的聚变反应堆设计）。
逐步淘汰燃煤电厂并最终取代燃气电厂，或实施碳捕集与封存技术，是能源转型中气候变化减缓的关键举措。随着交通、家居和工业电气化进程加速，电力需求持续攀升，未来需大幅提升太阳能发电与风力发电规模。值得关注的是，2023年研究显示，随着风光发电量增长，全球电力行业二氧化碳排放已接近达峰。

## 電的形式
依據發電後產生電的波形，可區分為：
|              |              |
| 直流電（DC） | 交流電（AC） |

### 直流發電
過去直流發電大多以電化學的方式產生電力，泛稱為電池，以小功率的應用為主。近年發展快速的太陽能電池，透過光電效應產生直流電，並藉由逆變器轉換成交流電，供應給使用者。
電池可分為屬於消耗品一次性的原電池，可重複充電與放電的蓄電池，以及當不斷注入燃料能持續發電的燃料電池，這三大類。
此外，另有以熱能直接轉換為電能的熱電偶，但輸出功率極少，目前主要用在感測器。
以及，運用電磁感應原理的直流發電機，不過這種現今比較罕見。

### 交流發電
較為經濟的商業運轉發電方式，而且較容易升降電壓，所以目前世界各國大多使用此類發電。在用戶端的電壓通常為110、220或240伏特，頻率為50或60赫茲。為了減少能量損耗，在輸電系統中的電壓較高，約在數十萬到數百萬伏特之間。

## 技術

### 非再生能源發電

#### 經高壓蒸氣驅動發電機組（热力发电）
- 火力發電：目前世界上發電廠最多發電量也最大的一種發電方式，可依據鍋爐燃料的不同大略分成下列幾種：
  - 燃煤
  - 燃氣（天然氣、液化石油氣、頁岩氣、可燃冰、沼氣）
  - 燃油（石油或重油、頁岩油）
  - 垃圾（焚化爐）
  - 汽電共生
- 核能發電，依使用的緩速劑與冷卻劑的不同，又分為：
  - 轻水反应堆（LWR）：又分為压水反应堆（PWR）、沸水反应堆（BWR）、進步型沸水式反應爐（ABWR）、超臨界水反應爐（SCWR）
  - 重水反应堆（HWR）：又分為加壓重水反应堆（PHWR）、蒸汽发生重水反应堆（SGHWR）
  - 石墨慢化反应堆（GMR）：又分為压力管式石墨慢化沸水反应炉（RBMK）、高温气冷反应堆（英语：Very high temperature reactor）（VHTR、HGCR）
  - 其他：快中子增殖反应堆（FBR）、球床反應堆（PBR）、行波反应堆（TWR）......等，與第四代反應堆
- 核融合發電：目前還在研究階段（国际热核聚变实验反应堆），尚未開始商業運轉。其發電原料（氘、氚等）自然界中存量豐富。

### 再生能源

#### 外力直接驅動發電機組
- 水力發電
- 潮汐發電
- 風力發電
- 人力發電
- 電瓶發電

#### 經高壓蒸氣驅動發電機組
- 聚光太阳能热发电：將陽光聚焦集熱板將水加熱，產生蒸氣以推動汽輪機及發電機
- 地熱發電：亦有低溫的地熱發電技術，原理是將介質由水改為冷媒，藉由液態冷媒吸收地熱後氣化膨脹，藉以推動汽輪機及發電機，冷媒冷卻成液態後再流入地下循環使用

#### 其它方式驅動發電機組
- 太陽能光電：利用半導體材料的特性，把光能轉換成電能。
- 海水溫差發電

## 原理
依能源轉換的原理，可區分為：
| 種類         | 簡介                                                                                               | 範例                 | 備註                                       |
| ------------ | -------------------------------------------------------------------------------------------------- | -------------------- | ------------------------------------------ |
| 摩擦起电效应 | 靜電、自由电荷的转移                                                                               | 范德格拉夫起电机     |                                            |
| 電磁感應     | 動能使一組以上的線圈在磁場中進行旋轉運動，藉以產生感應電流                                         | 发电机               | 現今發電的主流                             |
| 電磁感應     | 將燃料加热至高溫電漿狀態，然后让其在磁场中高速流动切割磁力线，藉以產生感應電流，將其热能转换成电能 | 磁流體發電           |                                            |
| 電化學       | 化學能轉為電能                                                                                     | 電池、燃料電池       |                                            |
| 光電效應     | 光能轉為電能                                                                                       | 太陽能電池、光伏陣列 |                                            |
| 熱電效應     | 熱能直接轉為電能                                                                                   | 熱電偶               | 主要用於感測器                             |
| 熱電效應     | 放射性物質在衰變時所放出熱量再將其直接轉為電能                                                     | 放射性同位素熱電機   | 主要用於人造衛星、太空探測器、無人遙控設備 |
| 壓電效應     | 壓電材料的晶格形變轉為電能                                                                         |                      | 主要用於感測器                             |
| 核變化       | 使用同位素衰變時放出的β粒子，直接產生電子來發電                                                    | 非熱轉換型核電池     | 理論上的技術                               |

## 全球發電量與來源
全球的發電量與電力來源變化：
| 1990年全球電力來源 - 煤: 4,429,513 GWh (37.2%) - 水力: 2,190,975 GWh (18.4%) - 核能: 2,012,902 GWh (16.9%) - 天然氣: 1,747,827 GWh (14.7%) - 石油: 1,324,040 GWh (11.1%) - 生質能: 105,260 GWh (0.9%) - 地熱: 36,426 GWh (0.3%) - 廢棄物: 24,141 GWh (0.2%) - 其它: 25,109 GWh (0.2%) 1990年全球總發電量: 11,869,194GWh | 2000年全球電力來源 - 煤: 5,995,467 GWh (38.7%) - 天然氣: 2,771,466 GWh (17.9%) - 水力: 2,695,584 GWh (17.4%) - 核能: 2,590,624 GWh (16.7%) - 石油: 1,188,490 GWh (7.7%) - 生質能: 112,383 GWh (0.7%) - 地熱: 52,171 GWh (0.3%) - 廢棄物: 49,740 GWh (0.3%) - 其它: 55,268 GWh (0.4%) 2000年全球總發電量: 15,511,193GWh | 2010年全球電力來源 - 煤: 8,670,586 GWh (40.1%) - 天然氣: 4,843,606 GWh (22.4%) - 水力: 3,535,864 GWh (16.4%) - 核能: 2,756,289 GWh (12.8%) - 石油: 966,573 GWh (4.5%) - 風力: 342,203 GWh (1.6%) - 生質能: 275,160 GWh (1.3%) - 廢棄物: 86,950 GWh (0.4%) - 其它: 136,039 GWh (0.6%) 2010年全球總發電量: 21,613,270GWh | 2019年全球電力來源 - 煤: 9,914,448 GWh (36.7%) - 天然氣: 6,346,009 GWh (23.5%) - 水力: 4,328,966 GWh (16.0%) - 核能: 2,789,694 GWh (10.3%) - 風力: 1,427,413 GWh (5.3%) - 石油: 747,171 GWh (2.8%) - 太陽能光伏: 680,952 GWh (2.5%) - 生質能: 542,567 GWh (2.0%) - 其它: 266,970 GWh (1.0%) 2019年全球總發電量: 27,044,190GWh 資料來源:IEA |

目前各國的發電主流，仍是不論燃料種類的燒開水，利用水蒸發時會使體積膨脹約1700倍的特性，去推動蒸氣渦輪機，再帶動發電機裡的線圈在磁場裡旋轉，產生感應電流去發電。

## 相關
- 能源
- 燃料
- 發電機

## 外部連結
- Power Technologies Energy Data Book（英文）